# Vultur pescar mic
Vulturul pescar mic (Icthyophaga humilis) este o specie de pasăre accipitriformă din familia Accipitridae, care se întâlnește în subcontinentul indian, în principal la poalele munților Himalaya, și în sud-estul Asiei.
Există două subspecii: Icthyophaga humilis humilis, care este originară din Peninsula Malaeziană, Sumatra, Borneo și Sulawesi; și Icthyophaga humilis plumbeus, care este originar din Kashmir prin sud-estul Indiei, Nepal și Burma spre Indochina.

## Habitat
Ei locuiesc în diferite forme de râuri, lacuri și zone umede și sunt văzuți cel mai adesea de-a lungul pârâurilor de deal și a apelor cu mișcare rapidă. Se știe că pot atinge înălțimi de până la 2.400 metri, dar de obicei își creează habitatele sub 1.000 metri. Unii vulturi specifici au fost înregistrați să atingă înălțimi de peste 4.000 metri în Nepal.

## Reproducere
Deși perioadele de incubație și de zbor nu sunt cunoscute, sezonul de reproducere începe în martie și se încheie în august pentru cele din nordul Indiei și Nepal, dar în alte zone, poate începe în noiembrie și se încheie în aprilie. Aproximativ 2-4 ouă sunt depuse într-un cuib, iar cuiburile lor constau din bețe și frunze verzi. După o utilizare suficientă, cuibul poate ajunge la 1 metru diametru și până la 1,5 m adâncime.